# Estádio do Maracanã
Estádio Jornalista Mário Filho (stadion novinara Mária Filha), općenito poznat kao Estádio do Maracanã, športski je stadion u Rio de Janeiru u Brazilu. Nazvan je prema četvrti Maracanã u kojoj se nalazi. Otvoren je da bi se na njemu održalo Svjetsko nogometno prvenstvo 1950., a na njemu su se održale i utakmice Svjetskog prvenstva 2014., uključujući i finale.
Korisnici stadiona su značajniji klubovi iz Rio de Janeira, poput Flamenga i Fluminensea. Također su na njemu održani brojni koncerti i sportski događaji. Trenutačni kapacitet Maracane iznosi 76.935 sjedala. Za vrijeme Svjetskog prvenstva 1950., bio je najveći stadion na svijetu, sa 199.854 gledatelja na završnoj utakmici prvenstva između Brazila i Urugvaja.

## Povijest
Nakon što je Brazil najavljen kao domaćin SP-a 1950., odlučeno da će se graditi novi stadion u Maracani, što je dovelo do mnogo bojkota i kritika zbog troška i lokacije za gradnju stadiona. Međutim, projekt je nastavio s radom najviše zahvaljujući podršci novinara Mária Filha, tako da je gradnja počela 2. kolovoza 1948., s velikim brojem radnih snaga. Čak je sedam arhitekata unajmljeno za gradnju. Iako je upotrebljen na Svjetskom nogometnom prvenstvu, za što je i primarno sagrađen, čitav je stadion zapravo dovršen 1965. godine.
Otvaranje stadiona upriličeno je utakmicom između momčadi iz Rio de Janeira i São Paula, 16. lipnja 1950. Legendarni Didi je postigao prvi pogodak na stadionu, i to za Rio. Iako nedovršen, smatralo se da može primiti i do 200 tisuća gledatelja, pa je FIFA dopustila igranje prvenstva na njemu. Na Maracani je igrana prva utakmica SP-a, Brazila s Meksikom; kao i završna utakmica prvenstva, ona domaćina s Urugvajem, gdje su gosti pobijedili i osvojili Svjetsko prvenstvo. Službeni podaci glase da je gledanost bila 199 854 gledatelja, ali neslužbeni tvrde da je na stadionu bilo oko 210 000 gledatelja.
Nakon Svjetskog prvenstva, Maracanã se uglavnom koristila za klupske utakmice najvećih klubova iz Rio de Janeira, a to su Botafogo, Flamengo, Fluminense i Vasco da Gama. Također, svake godine ugošćuje finale Brazilskog kupa. U rujnu 1966., kada je preminuo istaknuti novinar i športski djelatnik Mário Rodrigues Filho, odlučeno je da stadion dobije ime po njemu koje stoji do danas, iako je uvijek ostao nadimak Maracanã. 1992. godine, jedna od gornjih tribina stadiona se urušila, što je dovelo do smrti triju osoba i još 50 ozljeđenih. Nakon toga je odlučeno da će stadion imati samo sjedeća mjesta, što je uvelike umanjilo kapacitet. Nakon višestrukih renoviranja od 2000. godine pa nadalje, Maracanã je ponovno otvorena u siječnju 2007. s kapacitetom od 82 238.

## Obnova stadiona
Maracanã je jedan od stadiona koji su ugostili Svjetsko nogometno prvenstvo 2014., i bio je stadion finala prvenstva, tako postajući jedini stadion osim Aztece u Meksiku koji će biti domaćin dva finala Svjetskog prvenstva. Također, postao je 2016. godine šesti stadion domaćin i Svjetskog prvenstva i stadion otvaranja/zatvaranja Olimpijskih igara, nakon starog Wembleyja u Londonu, Stade Olympiqua u Parizu, Stadio Olimpica u Rimu, Olimpijskog stadiona u Münchenu, Olympiastadiona u Berlinu, iako su ti stadioni ugostili i atletska natjecanja.
Radilo se na rekonstrukcijskom procesu za Svjetsko prvenstvo 2014., koji uključuje proširenje krova da pokrije sve sjedeće pozicije na stadionu, a sjedala će biti vraćena u jedinstvenu sivu boju. Dva kata tribina bi trebala ostati kao dosad, samo s luksuznijim sjedalima. Fotoanimacija rekonstrukcije stadiona dostupna je na službenoj web-stranici FIFA-e.

## Poznati događaji
Osim nogometnih susreta, Maracanã je ugostila i ostale športske utakmice, kao i brojne glazbene i kulturne događaje.
Ostali športovi
- Nekoliko odbojkaških susreta između reprezentacija Brazila i SSSR-a između 1980. i 1983.
- Ceremonije otvaranja i zatvaranja Panameričkih igara 2007.
- Ceremonije otvaranja i zatvaranja Olimpijskih igara i Paraolimpijskih igara 2016.

Koncerti
- Frank Sinatra, 1980. za 30 obljetnicu otvaranja stadiona
- Tina Turner 1988. i Paul McCartney 1990. su srušili svjetske rekorde svirajući koncerte pred više od 180 000 gledatelja.
- 1991., održan je Rock in Rio, gdje su nastupali Prince, Guns N' Roses, George Michael, INXS, a-ha i New Kids on the Block
- The Rolling Stonesi su 1995. održali dva koncerta na Maracani
- Sting i Madonna jedini su nastupali dva puta na Maracani, oboje u dvije različite prigode
- RBD grupa koja na njemu snimila svoj treći DVD snimljen uživo (Live in Rio) pred više od 87 tisuća gledatelja i vjernih fanova, 8.listopada 2006. godine, koji je prodan u više od 5 milijuna kopija diljem svijeta
- ostali brojni brazilski i svjetski glazbenici

Razno
- Papa Ivan Pavao II. slavio je mise na stadionu
- Maracanã se kratko pojevljuje u filmu Rio, u produkciji Fox Animationa
- Stadion Crvene zvezde iz Beograda se popularno naziva "Marakana", u čast upravo ovog stadiona

## Vanjske poveznice
- Službena stranica (port.)